# East Midlands Trains

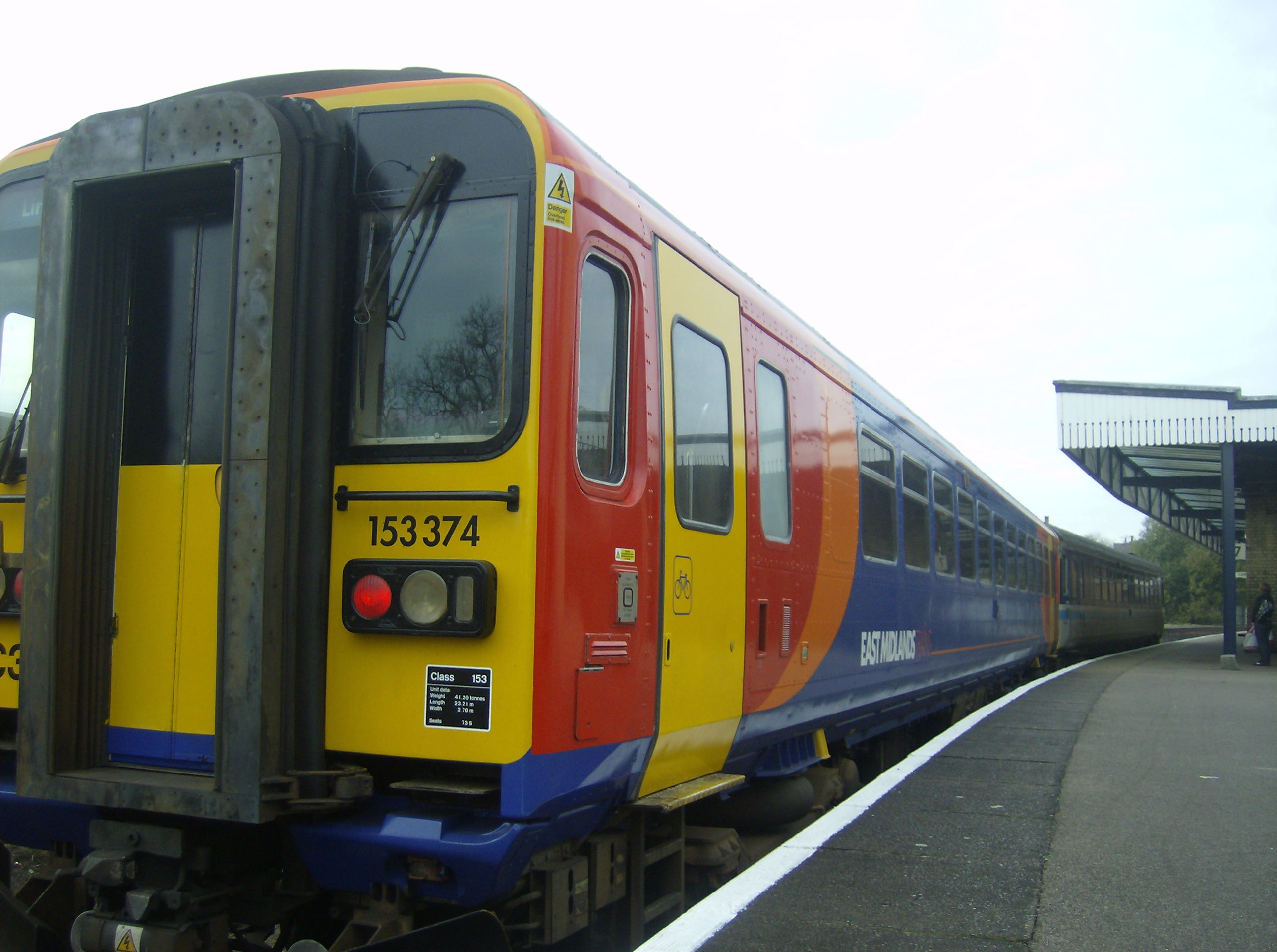
Używany przez firmę pociąg British Rail Class 153

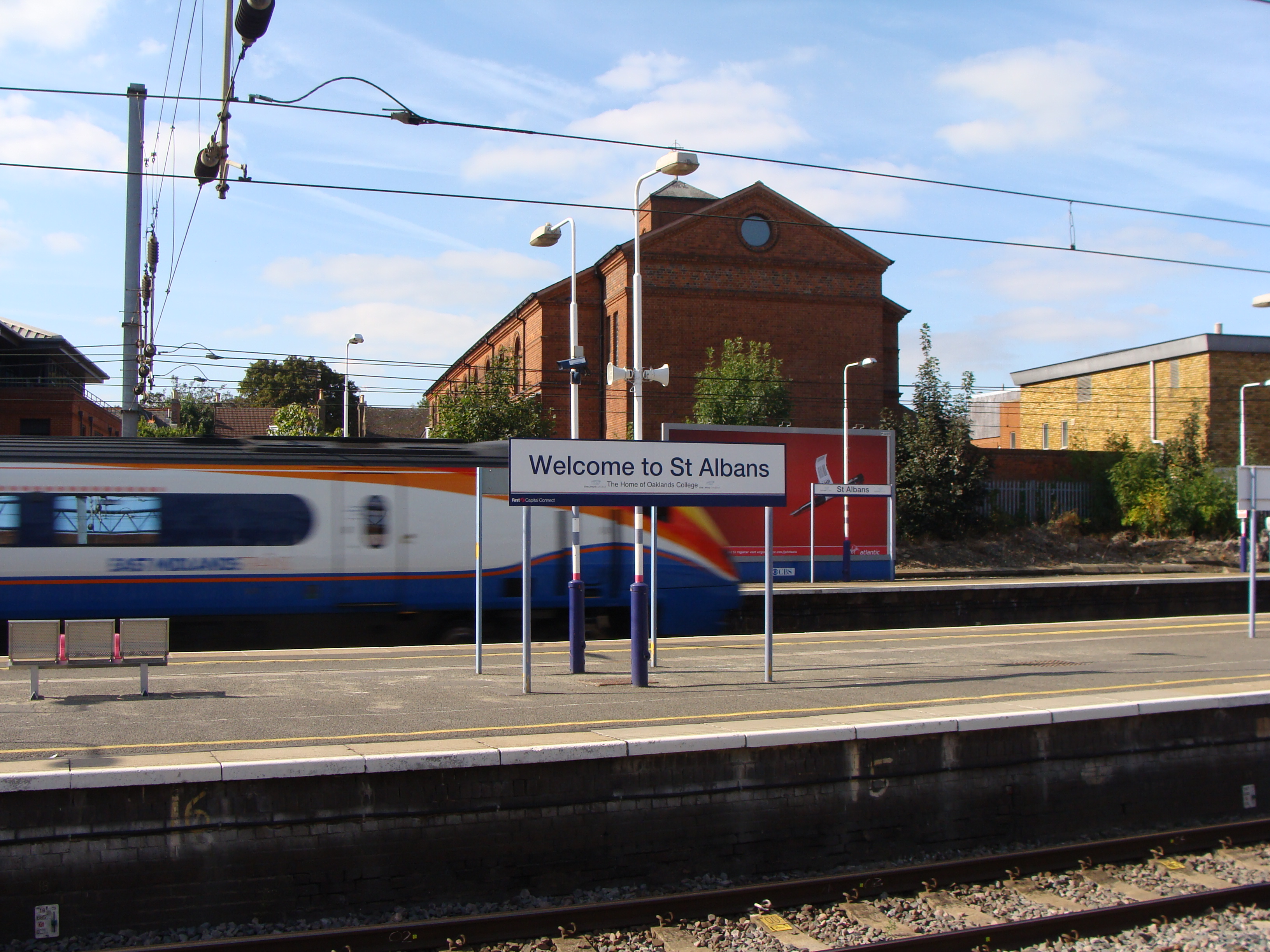
Pociąg EMT British Rail Class 222, przejeżdżający przez stację St Albans City.

East Midlands Trains – brytyjski przewoźnik kolejowy z siedzibą w Derby, posiadający koncesję na obsługę tras podmiejskich i regionalnych w regionie East Midlands i ościennych hrabstwach, a także zapewniający połączenia tej części Anglii z Londynem. Okres koncesyjny rozpoczął się 11 listopada 2007 i potrwa do 1 kwietnia 2015. Firma jest częścią koncernu Stagecoach Group. 

## Tabor
Obecnie East Midlands Trains eksploatuje następujące jednostki:
- British Rail Class 43 (25 sztuk)
- British Rail Class 153 (17 zestawów)
- British Rail Class 156 (11 zestawów)
- British Rail Class 158 (28 zestawów)
- British Rail Class 222 (23 zestawy)
- wagony British Rail Mark 3 (108 sztuk)